# Hemisphaerius sauteri
Hemisphaerius sauteri är en insektsart som beskrevs av Schmidt 1910. Hemisphaerius sauteri ingår i släktet Hemisphaerius och familjen sköldstritar. Inga underarter finns listade i Catalogue of Life.